# Претти, Дайана
Дайана Претти (15 ноября 1958 года — 11 мая 2002 года) — женщина из Великобритании, которая стала известна в связи с развернувшейся дискуссией по поводу эвтаназии в Соединенном Королевстве.

## Биография
Всё началось с того, как у Дайаны была диагностирована болезнь двигательных нейронов. Со временем болезнь обострилась из-за чего Дайана лишилась возможности легко двигаться и общаться, даже несмотря на то, что умственные способности девушки оставались в полном порядке. Болезнь привела к тому, что ее муж и медсестры должны были круглосуточно присматривать за ней. Болезнь лишила Дайану возможности самостоятельно совершить самоубийство, которое, согласно Закону о самоубийствах 1961 года, было декриминализовано и теперь не являлось преступлением. Дайана просила, чтобы ее муж помог ей покончить с собой, и чтобы британские власти не преследовали его как убийцу. Поскольку самоубийство является законным вариантом для тех, кто способен его совершить, можно утверждать, что отказ в этом праве инвалидам может рассматриваться как дискриминация, которая является незаконной согласно как британскому, так и Европейскому законодательству. В свою очередь, оказание помощи кому-либо в совершении самоубийства, кто не может его совершить, не считается «услугой», в которой могут отказать. Саму по себе эту помощь можно рассматривать как помощь в осуществлении законных прав.
Судебная система Великобритании ответила отказом. Претти обратилась в Европейский суд по правам человека. Страсбургский суд, не смотря на достойную и достаточно подробную аргументацию, отказался признавать, что Европейская конвенция по правам человека предусматривает право умереть. Дело «Претти против Соединённого Королевства и Северной Ирландии» было проиграно для первой. Она заявила «Я чувствую, что у меня нет прав», после того как ее апелляция в палату лордов была отклонена. Дайана умерла в возрасте 43 лет 11 мая 2002 года, её здоровье ухудшилось за последние несколько месяцев из-за ряда проблем с легкими и грудной клеткой. Она умерла именно такой смертью, которой боялась умереть.